# 全トヨタ労働組合連合会
全トヨタ労働組合連合会（ぜんトヨタろうどうくみあいれんごうかい、略称：全トヨタ労連（ぜんトヨタろうれん）、英語：Federation of All Toyota Workers' Unions）は、日本の労働組合である。全日本自動車産業労働組合総連合会（自動車総連）に加盟している。

## 概要
全トヨタ労働組合連合会は、約326,000人の組合員で構成されており、製造組合と販売組合に分かれている。販売組合の上部団体として全トヨタ販売労働組合連合会が組織されている。また、県・地区別に全トヨタ労連地方協議会が設置されている。
政治活動の一環として渡辺武三、伊藤英成、古本伸一郎など組合出身の野党系国会議員を擁立、支援してきた長い歴史がある。
2021年、組合が自由民主党や公明党との連携を打ち出す中で、古本は第49回衆議院議員総選挙を前に出馬を断念。組合は愛知県第11区において独自候補を擁立せず、特定候補の支援を見送った。

## 沿革
主な沿革は以下のとおりである。
- 1972年（昭和47年）9月11日に、全トヨタ労働組合連合会第1回定期大会で結成される。
- 1984年（昭和59年）1月17日に、研修センター「つどいの丘」がオープンする。
- 1989年（平成元年）3月30日に、1989生活闘争総決起集会で「春闘」から「総合生活改善の取り組み」となる。
- 2012年（平成24年）9月14日に、全トヨタ労連結成40周年記念式典が開催される。

## 加盟組合

### 製造系組合
- トヨタ自動車労働組合
- デンソー労働組合
- デンソーテン労働組合
- アイシン労働組合
- 豊田自動織機労働組合
- トヨタ車体労働組合
- ジェイテクト労働組合
- トヨタ紡織労働組合
- トヨタ自動車東日本労働組合
- トヨタ自動車九州労働組合
- 豊田合成労働組合
- 東海理化労働組合
- トヨタテクニカルディベロップメント労働組合
- フタバ産業労働組合
- 愛三工業労働組合
- トヨタ自動車北海道労働組合
- 豊田鉄工労働組合
- 三互労働組合
- 大豊工業労働組合
- 中央発条労働組合
- シロキ工業労働組合
- 津田工業労働組合
- トヨタ輸送労働組合
- アイシン・エィ・ダブリュ工業労働組合
- 浜名湖電装労働組合
- 小島プレス労働組合
- 京三電機労働組合
- デンソーエレクトロニクス労働組合
- 岐阜車体工業労働組合
- FTS労働組合
- 豊生ブレーキ工業労働組合
- 中央精機労働組合
- オティックス労働組合
- トヨタ生協労働組合
- 協豊製作所労働組合
- 豊田中央研究所労働組合
- マルヤス工業労働組合
- デンソーテクノ労働組合
- アイシン機工労働組合
- プライムアースEVエナジー労働組合
- アイシン軽金属労働組合
- デンソー九州労働組合
- アイシン辰栄労働組合
- アート労働組合
- キャタラー労働組合
- デンソーダイシン労働組合
- シミズ工業労働組合
- アイシン九州労働組合
- 共和レザー労働組合
- アイシン北海道労働組合
- 川﨑工業労働組合
- アイシン新和労働組合
- 東海精機労働組合
- デンソー宮崎労働組合
- アイシン東北労働組合
- アイシン・メタルテック労働組合
- ニッパ労働組合
- デンソー岩手労働組合
- デンソー北海道労働組合
- エイティー九州労働組合
- 林テレンプ労働組合
- トヨタ紡織九州労働組合
- メイドー労働組合
- トリニティ工業労働組合
- 新明工業労働組合
- 高木製作所労働組合
- フタバ九州労働組合
- トヨキン労働組合
- 豊興工業労働組合
- 共和産業労働組合
- 豊和化成労働組合
- 三福労働組合
- セキソー労働組合
- 鬼頭工業労働組合
- アラキ製作所労働組合
- オチアイネクサス労働組合
- イマノ自動車労働組合
- AHブレーキ労働組合
- 豊臣機工労働組合
- トヨタ車体精工労働組合
- 松尾製作所労働組合
- 東海興業労働組合
- 杉浦製作所労働組合
- 旭鉄工労働組合
- 中庸スプリング労働組合
- 万能工業労働組合
- 碧海工機労働組合
- イナテック労働組合
- 東海特装車労働組合
- 東海部品工業労働組合
- タケヒロ労働組合
- 秋田工業労働組合
- アキタ労働組合
- アラコ労働組合
- キンテック労働組合
- 杉山工作所労働組合
- トヨタエンタプライズ労働組合
- トヨタシステムズ労働組合
- 青山製作所労働組合
- HOWA労働組合
- 東郷製作所労働組合
- トヨタプロダクションエンジニアリング労働組合
- ジェイテクトギヤシステム労働組合
- 中央可鍛工業労働組合
- 光精工労働組合
- 日本ガスケット労働組合
- 東久労働組合
- 仁科工業労働組合
- 三洋機工労働組合
- トヨタ紡織滋賀労働組合
- 大橋鉄工労働組合
- 髙津製作所労働組合
- ミヅホ工業労働組合
- 飛島物流サービス労働組合
- 三桜工業労働組合
- トヨタ紡織東北労働組合
- ケー・アイ・ケー労働組合
- ワイズ労働組合
- 関東化成工業労働組合
- 関東商事労働組合
- C&D労働組合
- フルトンプロダクツ労働組合
- トヨタ東京教育センター労働組合
- フタバ平泉労働組合
- トヨタ輸送中部労働組合
- 東海車輌労働組合
- 豊鉄運輸労働組合

### 販売系組合
- 旭川トヨタ労働組合
- 旭川トヨペット労働組合
- トヨタカローラ旭川労働組合
- トヨタカローラ道北労働組合
- ネッツトヨタ旭川労働組合
- 札幌トヨタ自動車労働組合
- 札幌トヨペット労働組合
- トヨタカローラ札幌労働組合
- トヨタカローラ苫小牧労働組合
- ネッツトヨタ札幌労働組合
- ネッツトヨタ道都労働組合
- トヨタエルアンドエフ札幌労働組合
- トヨタモビリティパーツ労働組合北海道統括支部
- トヨタレンタリース札幌労働組合
- 北海道中央自動車学校労働組合
- 函館トヨタ自動車労働組合
- 釧路トヨタ労働組合
- 釧路トヨペット労働組合
- トヨタカローラ釧路労働組合
- トヨタ青森労働組合
- 青森トヨペット労働組合
- ネッツトヨタ青森労働組合
- トヨタエルアンドエフ青森労働組合
- トヨタレンタリース青森労働組合
- 岩手トヨタ自動車労働組合
- 岩手トヨペット労働組合
- トヨタカローラ岩手労働組合
- トヨタカローラ南岩手労働組合
- ネッツトヨタ岩手労働組合
- トヨタエルアンドエフ岩手労働組合
- トヨタモビリティパーツ労働組合北東北統括支部
- 秋田トヨタ自動車労働組合
- トヨタグループ秋田労働組合
- トヨタエルアンドエフ秋田労働組合
- 宮城トヨタ自動車労働組合
- 仙台トヨペット労働組合
- トヨタカローラ宮城労働組合
- ネッツトヨタ仙台労働組合
- ネッツトヨタ宮城労働組合
- トヨタエルアンドエフ宮城労働組合
- トヨタモビリティパーツ労働組合宮城・山形支部
- トヨタレンタリース宮城労働組合
- 山形トヨタ自動車労働組合
- 山形トヨペット労働組合
- 福島トヨタ自動車労働組合
- 福島トヨペット労働組合
- トヨタカローラ福島労働組合
- ネッツトヨタ福島労働組合
- ネッツトヨタ郡山労働組合
- ネッツトヨタノヴェルふくしま労働組合
- トヨタエルアンドエフ福島労働組合
- トヨタモビリティパーツ労働組合福島支部
- トヨタレンタリース福島労働組合
- 群馬トヨタ自動車労働組合
- トヨタカローラ高崎労働組合
- ネッツトヨタ高崎労働組合
- トヨタエルアンドエフ群馬労働組合
- トヨタレンタリース群馬労働組合
- 埼玉トヨタ自動車労働組合
- トヨタカローラ埼玉労働組合
- ネッツトヨタ東埼玉労働組合
- トヨタカローラ山梨労働組合
- 新潟トヨタグループ労働組合
- 新潟トヨペット労働組合
- トヨタカローラ北越労働組合
- ネッツトヨタ新潟労働組合
- トヨタエルアンドエフ新潟労働組合
- トヨタモビリティパーツ労働組合新潟支部
- 茨城トヨタ自動車労働組合
- 千葉トヨタ自動車労働組合
- トヨタモビリティ東京労働組合
- トヨタモビリティサービス労働組合
- トヨタレンタリース多摩労働組合
- KTグループ労働組合
- 横浜トヨペット労働組合
- トヨタモビリティ富山労働組合
- トヨタカローラ富山労働組合
- ネッツトヨタ富山労働組合
- 石川トヨタ自動車労働組合
- 石川トヨペットカローラ労働組合
- ネッツトヨタ石川労働組合
- トヨタレンタリース石川労働組合
- 福井トヨタ自動車労働組合
- 福井トヨペット労働組合
- トヨタエルアンドエフ福井労働組合
- 静岡トヨタ自動車労働組合
- トヨタユナイテッド静岡労働組合
- ネッツトヨタ静岡労働組合
- 愛知トヨタ労働組合
- トヨタモビリティ中京労働組合
- トヨタカローラ名古屋労働組合
- ネッツトヨタ中部労働組合
- ネッツトヨタ中京労働組合
- ネッツトヨタ名古屋労働組合
- トヨタモビリティ東名古屋労働組合
- トヨタモビリティパーツ労働組合愛知支部
- トヨタホーム愛知労働組合
- ATビジネス労働組合
- 三重トヨタ労働組合
- 三重トヨペット労働組合
- ネッツトヨタ三重労働組合
- トヨタモビリティパーツ労働組合三重支部
- 滋賀トヨタ自動車労働組合
- 滋賀トヨペット労働組合
- ネッツトヨタ滋賀労働組合
- ネッツトヨタびわこ労働組合
- トヨタモビリティパーツ労働組合滋賀支部
- 京都トヨタ自動車労働組合
- 京都トヨペット労働組合
- トヨタカローラ京都労働組合
- ネッツトヨタ京都労働組合
- ネッツトヨタ京華労働組合
- トヨタモビリティパーツ労働組合京都支部
- トヨタレンタリース京都労働組合
- 大阪トヨタ自動車労働組合
- 大阪トヨペット労働組合
- トヨタカローラ新大阪労働組合
- トヨタ南海労働組合
- トヨタカローラ浪速労働組合
- トヨタカローラ大阪労働組合
- ネッツトヨタ大阪労働組合
- ネッツトヨタ中央大阪労働組合
- ネッツトヨタニューリー北大阪労働組合
- トヨタL&F近畿労働組合
- トヨタモビリティパーツ労働組合大阪・和歌山支部
- トヨタホーム近畿労働組合
- 奈良トヨタ自動車労働組合
- 和歌山トヨペット労働組合
- 兵庫トヨタ自動車労働組合
- 神戸トヨペット労働組合
- トヨタカローラ兵庫労働組合
- トヨタカローラ神戸労働組合
- ネッツトヨタゾナ神戸労働組合
- トヨタエルアンドエフ兵庫労働組合
- トヨタモビリティパーツ労働組合兵庫支部
- トヨタレンタリース兵庫労働組合
- 島根トヨタグループ労働組合
- 島根トヨペット労働組合
- ネッツトヨタ鳥取労働組合
- 岡山トヨタ労働組合
- 岡山トヨペット労働組合
- トヨタカローラ岡山労働組合
- ネッツトヨタ岡山労働組合
- トヨタモビリティパーツ労働組合岡山・鳥取支部
- トヨタホーム岡山労働組合
- 山口トヨペット労働組合
- ネッツトヨタ香川労働組合
- 愛媛トヨタ自動車労働組合
- 福岡トヨタ自動車労働組合
- 福岡トヨペット労働組合
- トヨタカローラ福岡労働組合
- ネッツトヨタ北九州労働組合
- ネッツトヨタ福岡労働組合
- ネッツトヨタ西日本労働組合
- トヨタエルアンドエフ福岡労働組合
- トヨタモビリティパーツ労働組合九州北部統括支部
- トヨタレンタリース博多労働組合
- 佐賀トヨペット労働組合
- 熊本トヨタ自動車労働組合
- 西九州トヨタ自動車労働組合
- 長崎トヨペット労働組合
- トヨタカローラ長崎労働組合
- ネッツトヨタ長崎労働組合
- 大分トヨタ自動車労働組合
- 大分トヨペット労働組合
- ネッツトヨタ大分労働組合
- ネッツトヨタ東九州労働組合
- トヨタグループ宮崎労働組合
- 宮崎トヨペット労働組合
- ネッツトヨタ宮崎労働組合
- トヨタモビリティパーツ労働組合宮崎支部
- 鹿児島トヨタ労働組合
- 鹿児島トヨペット労働組合
- トヨタカローラ鹿児島労働組合
- ネッツトヨタ鹿児島労働組合
- ネッツトヨタ南九州労働組合
- トヨタモビリティパーツ労働組合鹿児島支部
- 沖縄トヨタ労働組合
- 沖縄トヨペット労働組合
- トヨタカローラ沖縄労働組合
- ネッツトヨタ沖縄労働組合